# Areeta

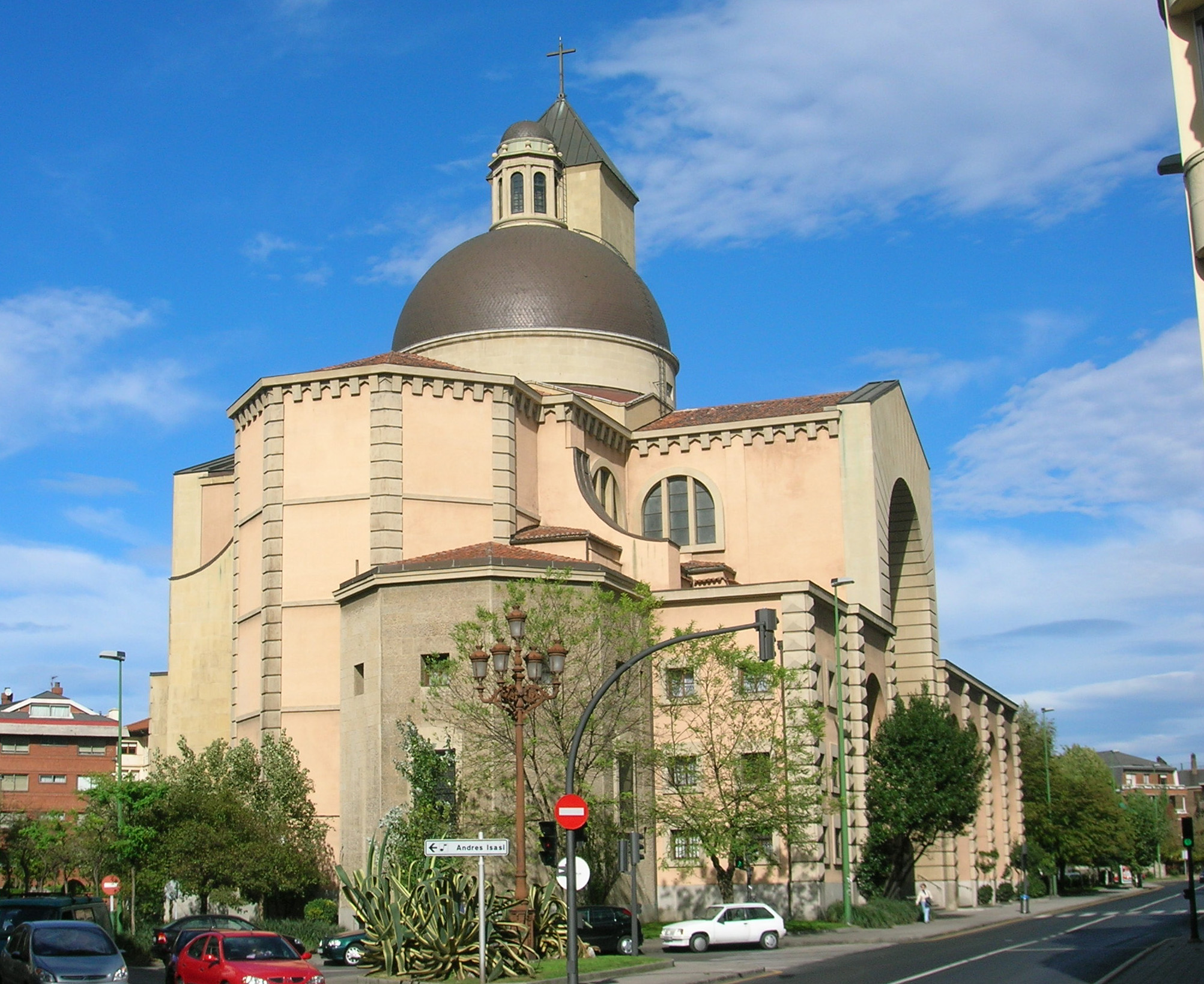
Església de Nuestra Señora de Las Mercedes

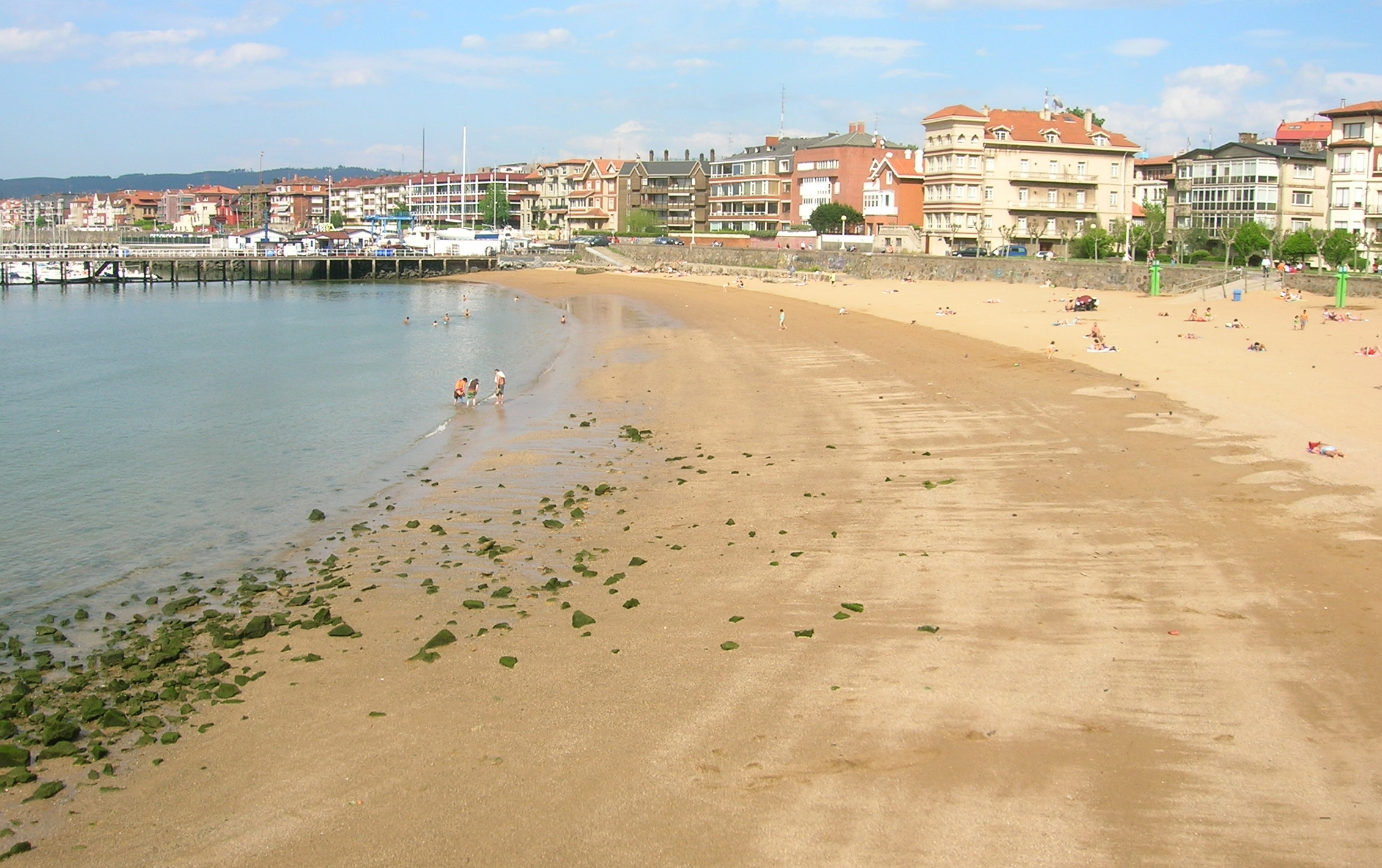
Platja d'Areeta. Al fons, el primer moll del port, i el Passeig

Areeta (castellà: Las Arenas) és un barri del municipi de Getxo, al territori històric de Biscaia. És el segon nucli poblacional d'aquesta localitat amb 29.527 habitants (dades de 2010), dels quals 12.798 són homes i 14.718 dones.

## Història
En 1856, aprofitant la desamortització de Madoz, Máximo Aguirre Ugarte va comprar les maresmes de Lamiako per dessecar-les i construir un balneari a l'estil de la costa de Biarritz, i que es convertí en la urbanització planificada més gran a Biscaia fins al pla d'eixample de Bilbao de 1876.

## Descripció

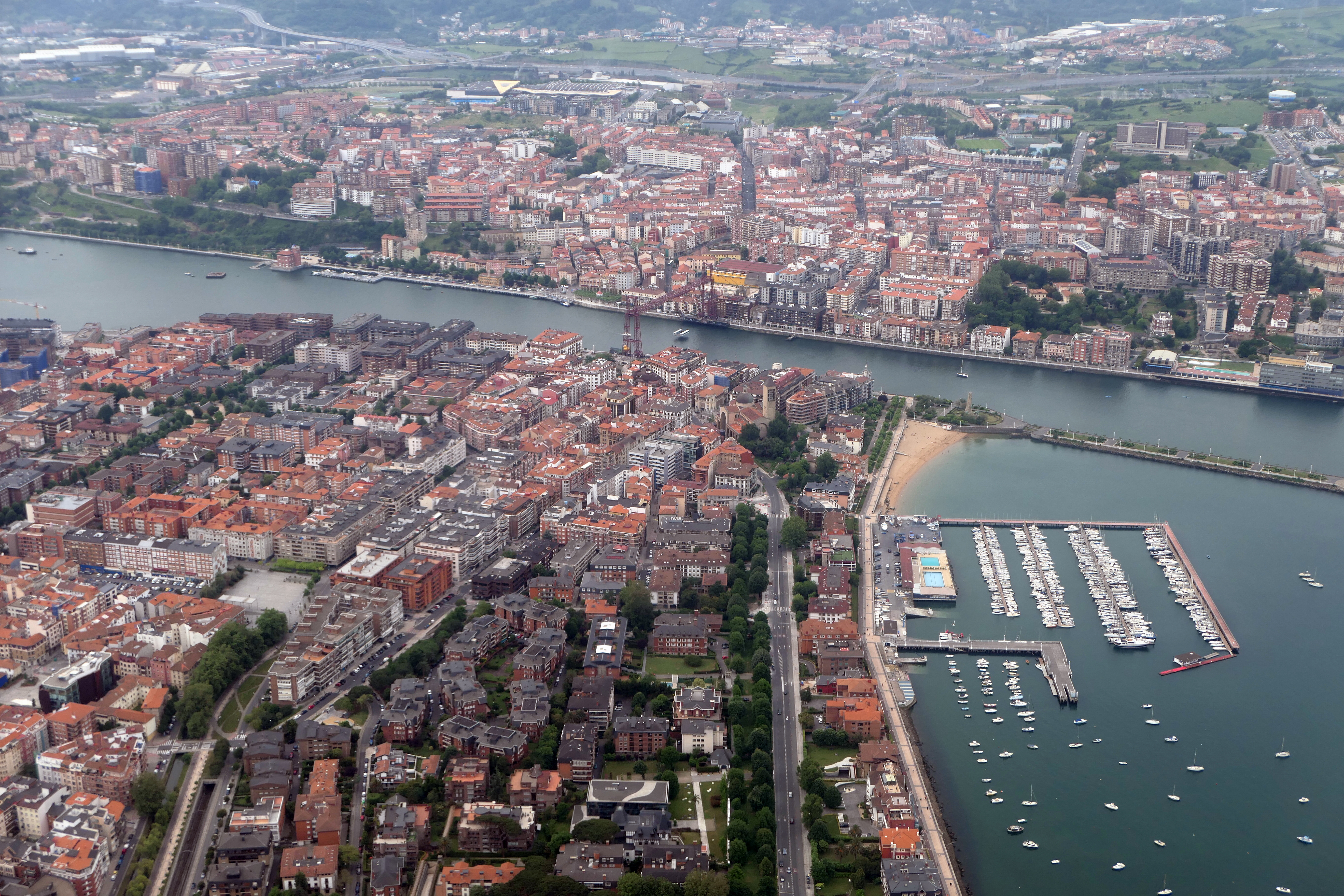

Es tracta d'un barri de densitat poblacional mitjana en el qual es combina una nodrida zona comercial entorn del carrer Major amb zones residencials. Compta amb un Centre de Salut al carrer Amaya al barri de Santa Ana i amb dues parades de metro de Bilbao: Areeta (Las Arenas) i Gobela.
Està connectat a Portugalete per mitjà del Pont Penjant i a Algorta per mitjà de l'Avinguda Zugazarte. Té també un port d'esbarjo i una platja (el que queda dels antics arenals de la zona que donen nom al barri).
Areeta es pot dividir en tres barris:
- Areeta centre: vertebrat entorn del carrer Major.
- Santa Ana: barri més tranquil confrontant al municipi de Leioa.
- Zugazarte: una àrea articulada entorn de l'Avinguda Zugazarte i confrontant amb el barri de Neguri.

## Llocs i edificis d'interès
- Bidearte: Al Moll d'Areeta. Edifici construït en 1927 per Manuel María Smith com a "casa d'inquilins de luxe". De port palatí, s'enquadra dins d'un estil regionalista d'inspiració neobasca, amb trets muntanyesos i alguna influència britànica.
- Casa Cisco: a l'Avinguda Zugazarte. Aixecada entre 1909 i 1911 segons plànols de Manuel María Smith, es tracta d'un palauet de tipus nòrdic, que va sofrir una reforma barroquitzant amb inclusió de detalls de l'estil tradicional anglès de la Reina Anna.
- Casa d'Espiritualitat María Reparadora: A l'Avinguda Zugazarte. Erigida en 1915 en estil neoclàssic francès per l'arquitecte José María Basterra.
- Cristina Etxea: Al Moll d'Areeta. Edifici d'habitatges de 1894.
- Fàbrica *Harino Fornera'.
- Església de Nuestra Señora de Las Mercedes: A l'avinguda Areeta. Monumental temple en l'Avinguda Areeta, acabat en 1947 segons projecte de Rafael de Garamendi i Manuel Ignacio Galíndez. Destaca el gran contrast existent entre l'exterior, inspirat en l'arquitectura classicista manierista de finals del segle xvi i començaments del xvii, i el seu interior, exponent del muralisme contemporani. Els murals que recobreixen l'absis i la volta de la capella major, així com els interiors de les capelles laterals, són obra d'Alfonso Ramil, autor també dels dissenys de la majoria de les vidrieres i del Viacrucis.
- Moll d'Evaristo Churruca: Aquesta agradable zona ajardinada, apuntada en promontori al mar, inclou el Monument, en bronze i pedra, en honor de l'enginyer que va planificar i va dirigir les obres de canalització de la ria.
- Palau Kai-Alde: Al Moll d'Areeta. Construït en 1925 per Manuel María Smith, és un prototip d'arquitectura palatina biscaïna amb elements constructius i decoratius de naturalesa eclèctica.
- Pont de Biscaia. Declarat Patrimoni de la Humanitat per la UNESCO en 2006 per tractar-se d'una de les més destacades obres d'arquitectura del ferro de la Revolució industrial. Va ser inaugurat en 1893 com el primer transbordador mecànic del món i en l'actualitat segueix en servei.